# Квантовая наблюдаемая
Ква́нтовая наблюда́емая (наблюда́емая ква́нтовой систе́мы, иногда просто наблюда́емая) является линейным самосопряжённым оператором, действующим на сепарабельном (комплексном) гильбертовом пространстве чистых состояний квантовой системы. В интуитивном физическом понимании норма оператора наблюдаемой представляет собой наибольшую абсолютную величину измеряемого числового значения физической величины.
Иногда вместо термина «наблюдаемая» используют «динамическая величина», «физическая величина».
Однако температура и время являются физическими величинами, но не являются наблюдаемыми в квантовой механике.
Тот факт, что квантовым наблюдаемым сопоставляются линейные операторы, ставит проблему связи этих математических объектов с экспериментальными данными, которые являются вещественными числами. На опыте измеряются вещественные числовые значения, соответствующие наблюдаемой в заданном состоянии. Важнейшими характеристиками распределения числовых значений на вещественной прямой являются среднее значение {\displaystyle \langle A\rangle } наблюдаемой и дисперсия {\displaystyle D(A)} наблюдаемой.
Обычно постулируют, что возможные числовые значения квантовой наблюдаемой, которые могут быть измерены экспериментально, являются собственными значениями оператора этой наблюдаемой.
Говорят, что наблюдаемая {\displaystyle A} в состоянии {\displaystyle \rho } имеет точное значение, если дисперсия {\displaystyle A} равна нулю {\displaystyle D(A)=0}.
Другое определение квантовой наблюдаемой: наблюдаемыми квантовой системы являются самосопряжённые элементы {\displaystyle C^{*}}-алгебры.
Использование структуры {\displaystyle C^{*}}-алгебры позволяет сформулировать классическую механику аналогично квантовой. При этом для некоммутативных {\displaystyle C^{*}}-алгебр, описывающих квантовые наблюдаемые, имеет место теорема Гельфанда — Наймарка: любая {\displaystyle C^{*}}-алгебра может быть реализована алгеброй ограниченных операторов, действующих в некотором гильбертовом пространстве. Для коммутативных {\displaystyle C^{*}}-алгебр, описывающих классические наблюдаемые, имеем следующую теорему: всякая коммутативная {\displaystyle C^{*}}-алгебра {\displaystyle M} изоморфна алгебре непрерывных функций, заданных на компактном множестве максимальных идеалов алгебры {\displaystyle M}.
В квантовой механике часто постулируется следующее утверждение. Каждой паре наблюдаемых {\displaystyle A} и {\displaystyle B} соответствует наблюдаемая {\displaystyle C}, устанавливающая нижнюю грань одновременной (для одного и того же состояния) измеримости {\displaystyle A} и {\displaystyle B}, в том смысле, что {\displaystyle D(A)D(B)\geq \langle C\rangle ^{2}}, где {\displaystyle D(A)} — дисперсия наблюдаемой, равная {\displaystyle \langle A^{2}\rangle -\langle A\rangle ^{2}}. Это утверждение, называемое принципом неопределённости, выполняется автоматически, если {\displaystyle A} и {\displaystyle B} являются самосопряжёнными элементами {\displaystyle C^{*}}-алгебры. При этом принцип неопределённости принимает свою обычную форму, где {\displaystyle C=i[A,B]}.
Понятия квантовой наблюдаемой и квантового состояния являются дополнительными, дуальными.
Эта дуальность связана с тем, что в опыте определяются лишь средние значения наблюдаемых, а в это понятие входит и понятие наблюдаемой, и понятие состояния.
Если эволюция квантовой системы во времени полностью характеризуется её гамильтонианом, то уравнением эволюции наблюдаемой является уравнение Гейзенберга. Уравнение Гейзенберга описывает изменение квантовой наблюдаемой гамильтоновой системы с течением времени.
В классической механике наблюдаемой называется вещественная гладкая функция, определённая на гладком вещественном многообразии, описывающем чистые состояния классической системы.
Между классическими и квантовыми наблюдаемыми существует взаимосвязь. Обычно полагают, что задать процедуру квантования означает установить правило, согласно которому каждой наблюдаемой классической системе, то есть функции на гладком многообразии, ставится в соответствие некоторая квантовая наблюдаемая. В квантовой механике наблюдаемыми считаются операторы в гильбертовом пространстве. В качестве гильбертова пространства обычно выбирают комплексное бесконечномерное сепарабельное гильбертово пространство. Сама функция, соответствующая данному оператору, при этом называется символом оператора.